# Клатсъп (окръг, Орегон)
Окръг Клатсъп (на английски: Clatsop County) е окръг в щата Орегон, Съединени американски щати. Площта му е 2810 km², а населението – 41 072 души (1 април 2020). Административен център е град Астория.

## Градове
- Гийрхарт
- Канън Бийч
- Сийсайд
- Уорънтън